# Heinola
Heinola är en stad i landskapet Päijänne-Tavastland i Finland. Heinola har 18 344 invånare och har en yta på cirka 839,28 km². Grannkommuner är Asikkala, Gustav Adolfs, Itis, Kouvola, Lahtis, Mäntyharju och Sysmä.
Heinola ligger 35 km nordost om Lahtis och 140 km nordost om Helsingfors.
Heinola är enspråkigt finskt.

## Historia
Heinola som tidigare varit ett litet samhälle ökade i betydelse när Gustav III år 1776 utsåg samhället till administrativt centrum i regionen. Samtidigt ökade samhällets betydelse som handelscentrum för närliggande regioner. Gatunätet har fortfarande drag från den perioden. När Finland hamnade under rysk överhöghet år 1809 flyttades regionens administration österut. År 1839 blev Heinola stad.

### Administrativ historik
1950 överfördes ett område med 2 324 invånare från Heinola landskommun till Heinola stad, och i motsatt riktning områden med 8 invånare. 1 januari 1997 inkorporerades Heinola landskommun. Samtidigt ändrades kommunkoden från 088 (Heinola landskommun hade kommunkoden 089) till 111. Heinola tillhörde S:t Michels län till ändringen av Finlands länsindelning 1 september 1998, då Heinola överfördes till Södra Finlands län. 1 januari 2010 avskaffades Finlands län.

## Tätorter
Vid tätortsavgränsningen den 31 december 2021 fanns tre tätorter inom Heinola stads område:
| Nr | Tätort                         | Folkmängd |
| -- | ------------------------------ | --------- |
| 1  | Heinola centraltätort (del av) | 14 005    |
| 2  | Heinola kyrkoby                | 2 168     |
| 3  | Vierumäki                      | 395       |

## Styre och politik

### Mandatfördelning i Heinola stad, valen 1976–2021
| 11 | 13 |  |  | 2 | 4 | 11 |

| 10 | 12 |  | 2 | 3 | 15 |

| 8 | 14 |  | 2 | 2 | 16 |

| 8 | 15 |  | 2 | 2 | 15 |

| 6 | 15 | 3 |  |  | 3 | 14 |

| 6 | 17 |  |  | 5 | 5 | 4 | 11 |

| 3 | 12 | 4 | 6 |  | 4 | 3 | 10 |

| 3 | 14 | 2 | 4 | 5 | 4 | 11 |

| 27 | 16 |

| 3 | 13 |  | 5 |  | 5 | 2 | 13 |

| 27 | 16 |

|  |  | 12 | 9 | 4 | 3 | 3 | 10 |

| 30 | 13 |

| 13 |  | 8 | 3 | 4 | 3 | 11 |

| 29 | 14 |

|  | 12 | 7 | 7 | 3 | 3 | 10 |

| 28 | 15 |

### Vänorter
Heinola har följande vänorter:
- Karlshamns kommun, Sverige
- Peine, Tyskland, sedan 1983[8]
- Piešťany, Slovakien

## Näringar
Efter andra världskriget växte framför allt träförädlingsindustrin. Från 1970-talet minskade industrins betydelse samtidigt som handels- och servicesektorerna ökade i omfång.
Utanför Heinola finns idrottsanläggningen Vierumäki idrottsinstitut.
|  |

## Demografi

### Befolkningsutveckling
| Befolkningsutvecklingen i Heinola stad 1975–2020                                                             | Befolkningsutvecklingen i Heinola stad 1975–2020 | Befolkningsutvecklingen i Heinola stad 1975–2020 | Befolkningsutvecklingen i Heinola stad 1975–2020 | Befolkningsutvecklingen i Heinola stad 1975–2020 |
| --- | ------------------------------------------------ | ------------------------------------------------ | ------------------------------------------------ | ------------------------------------------------ |
| |                                                  |                                                  |                                                  |                                                  |
| År |                                                  |                                                  | Folkmängd                                        |                                                  |
| 1975 | 1975                                             |                                                  | 20 642                                           |                                                  |
| 1980 | 1980                                             |                                                  | 21 441                                           |                                                  |
| 1985 | 1985                                             |                                                  | 21 776                                           |                                                  |
| 1990 | 1990                                             |                                                  | 22 255                                           |                                                  |
| 1995 | 1995                                             |                                                  | 22 016                                           |                                                  |
| 2000 | 2000                                             |                                                  | 21 178                                           |                                                  |
| 2005 | 2005                                             |                                                  | 20 729                                           |                                                  |
| 2010 | 2010                                             |                                                  | 20 258                                           |                                                  |
| 2015 | 2015                                             |                                                  | 19 575                                           |                                                  |
| 2020 | 2020                                             |                                                  | 18 497                                           |                                                  |
| Anm: Uppgifterna avser förhållandena den 31 december nämnda år enligt områdesindelningen den 1 januari 2022. |                                                  |                                                  |                                                  |                                                  |

### Språk
Befolkningen efter språk (modersmål) den 31 december 2022. Finska, svenska och samiska räknas som inhemska språk då de har officiell status i landet. Resten av språken räknas som främmande. För språk med färre än 10 talare är siffran dold av Statistikcentralen på grund av sekretesskäl.
| Språk                        | Talare 2022-12-31 | Talare 2022-12-31 |
| Språk                        | Antal             | Andel (%)         |
| ---------------------------- | ----------------- | ----------------- |
| Hela befolkningen            | 18 131            | 100,0             |
| Inhemska språk totalt        | 17 341            | 95,6              |
| Finska                       | 17 297            | 95,4              |
| Svenska                      | 43                | 0,2               |
| Samiska                      | 1                 | 0,0               |
| Främmande språk totalt       | 790               | 4,4               |
| Ryska                        | 241               | 1,3               |
| Estniska                     | 182               | 1,0               |
| Thailändska                  | 50                | 0,3               |
| Arabiska                     | 42                | 0,2               |
| Engelska                     | 38                | 0,2               |
| Kurdiska                     | 38                | 0,2               |
| Turkiska                     | 30                | 0,2               |
| Kinesiska                    | 17                | 0,1               |
| Polska                       | 16                | 0,1               |
| Spanska                      | 13                | 0,1               |
| Tyska                        | 12                | 0,1               |
| Rumänska                     | 11                | 0,1               |
| Tagalog                      | 11                | 0,1               |
| Persiska                     | 10                | 0,1               |
| Språk med färre än 10 talare | 79                | 0,4               |

|  | Finska (95,4 %) |

|  | Svenska (0,2 %) |

|  | Samiska (0,0 %) |

|  | Främmande språk (4,4 %) |

|  | Finska (95,4 %) |

|  | Svenska (0,2 %) |

|  | Samiska (0,0 %) |

|  | Främmande språk (4,4 %) |